# Ratnovce
Ratnovce (ungarisch Ratnóc) ist eine Gemeinde im Westen der Slowakei mit 1074 Einwohnern (Stand 31. Dezember 2024), die zum Okres Piešťany, einem Teil des Trnavský kraj gehört.

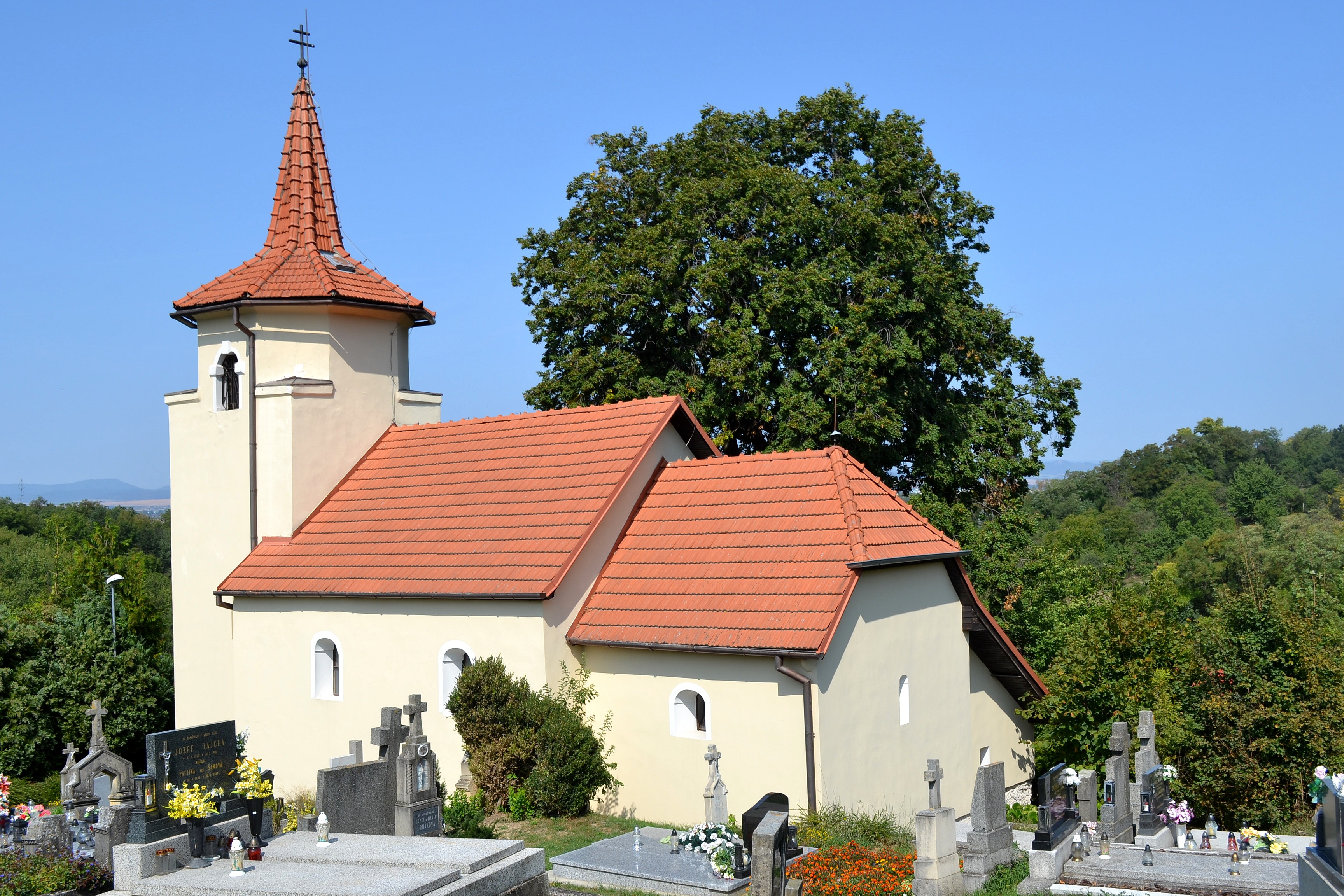
Kirche

## Geographie
Die Gemeinde befindet sich am linken Ufer der Waag unterhalb des Westhangs von Považský Inovec. Ein Teil des Stausees Sĺňava bedeckt das Gemeindegebiet. Das Ortszentrum liegt auf einer Höhe von 156 m n.m. und ist vier Kilometer von Piešťany entfernt.

## Geschichte
Der Ort wurde zum ersten Mal 1240 als Ratun schriftlich erwähnt und gehörte zum Herrschaftsgebiet der Burg Neutra. Nachdem das Neutraer Kapitel 1520 den Ort für Güter in der heutigen Gemeinde Tekovské Lužany tauschte, hatte das Dorf mehrere Herrscher wie Amadé, Braunschweig und Erdődy. In einem Verzeichnis von 1571 bis 1573 zahlte das Dorf samt den umliegenden Orten 150 fl. an das Erzbistum Gran. 1828 sind 59 Häuser und 404 Einwohner verzeichnet.
Bis 1918 gehörte der im Komitat Neutra liegende Ort zum Königreich Ungarn und kam danach zur Tschechoslowakei bzw. heute Slowakei.
Die Gemeinde lebt wie in der Vergangenheit hauptsächlich von Landwirtschaft, bis in die späte Neuzeit war Weinbau bedeutend, weiter waren Müller und Steinmetze anwesend.

## Bevölkerung
| Jahr                | 1994 | 2004    | 2014    | 2024    |
| ------------------- | ---- | ------- | ------- | ------- |
| Anzahl der Personen | 960  | 950     | 1027    | 1074    |
| Unterschied         |      | −1,04 % | +8,10 % | +4,57 % |

| Jahr                | 2023 | 2024    |
| ------------------- | ---- | ------- |
| Anzahl der Personen | 1082 | 1074    |
| Unterschied         |      | −0,73 % |

Ergebnisse nach der Volkszählung 2001 (915 Einwohner):
| Nach Ethnie: - 99,23 % Slowaken - 0,66 % Tschechen - 0,11 % Mährer | Nach Konfession: - 90,93 % römisch-katholisch - 3,72 % konfessionslos - 2,19 % keine Angabe - 1,31 % evangelisch |

## Bauwerke
- römisch-katholische Kirche St. Margareta von Antiochia aus dem 13. Jahrhundert, umgebaut im 18. und 19. Jahrhundert